# Asplenium bifrons
Asplenium bifrons är en svartbräkenväxtart som beskrevs av Sod. Asplenium bifrons ingår i släktet Asplenium och familjen Aspleniaceae. Inga underarter finns listade.